# Parafia Niepokalanego Poczęcia Najświętszej Maryi Panny w Pławniowicach

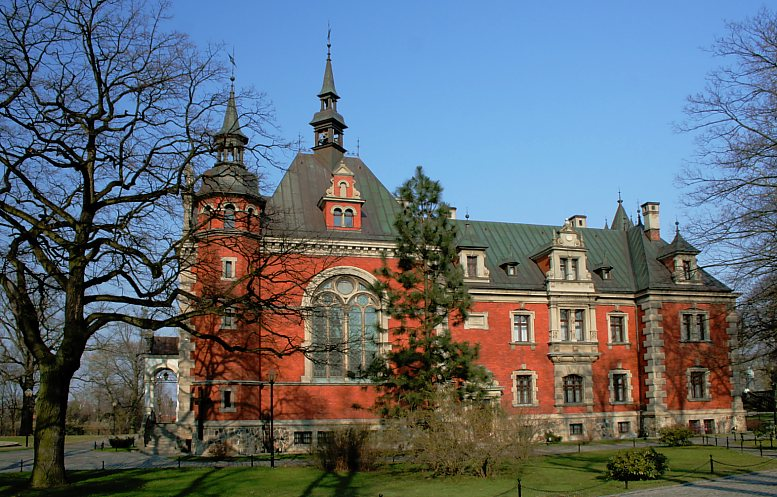
Widok na kościół i plebanię

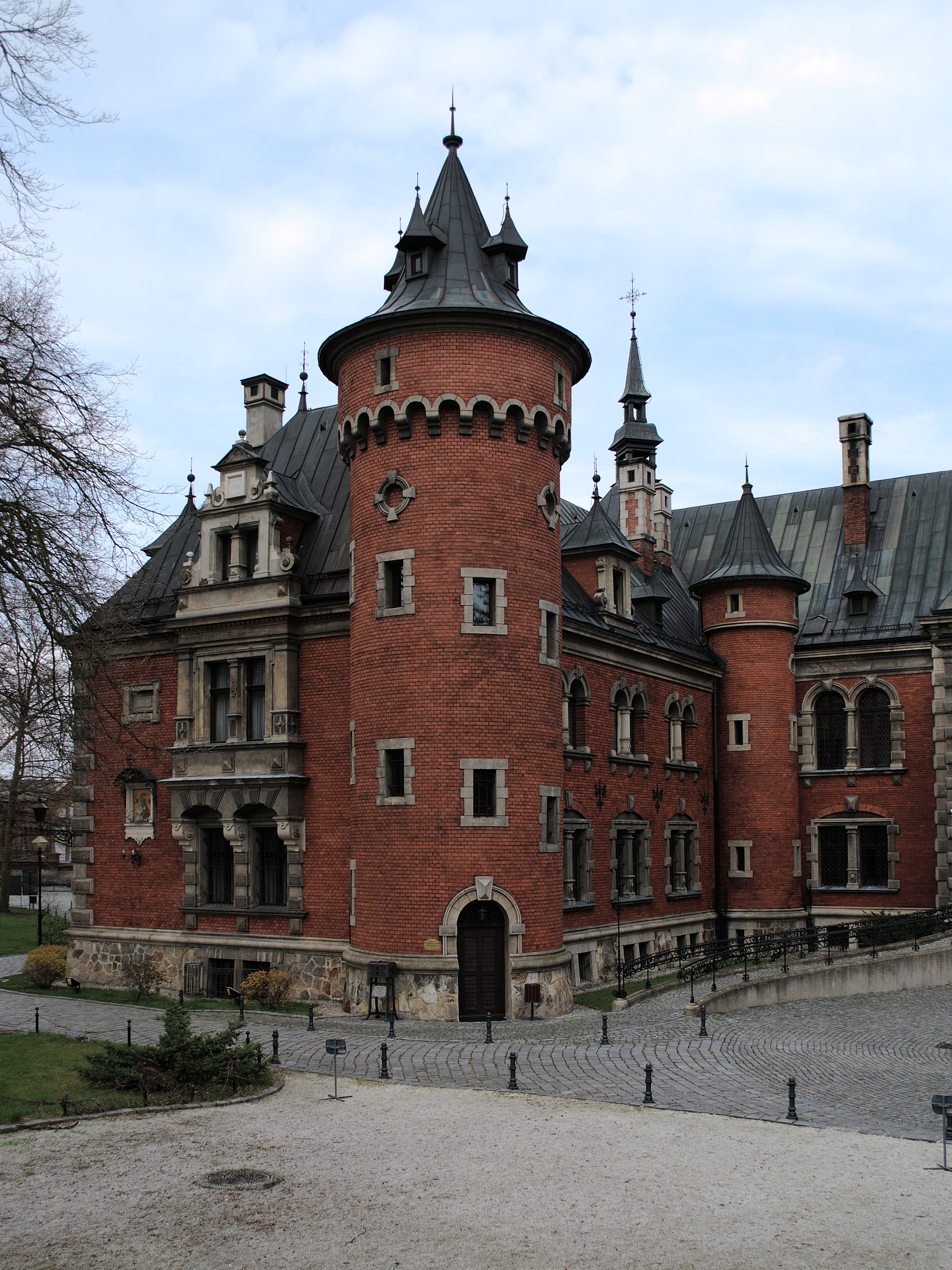
Plebania i kościół - widok z dziedzińca pałacowego

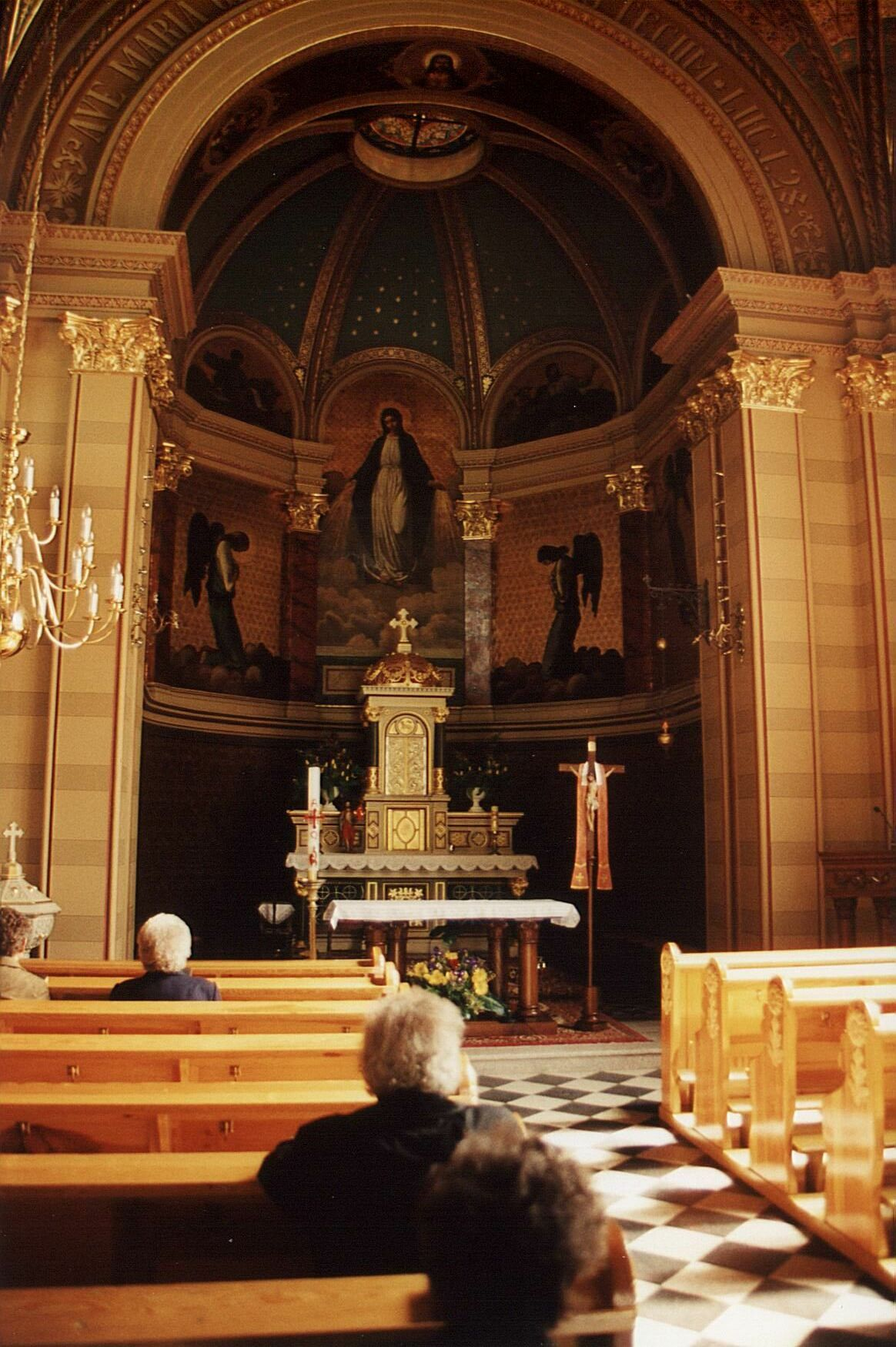
Wnętrze kościoła

Parafia Niepokalanego Poczęcia Najświętszej Maryi Panny w Pławniowicach – należy do diecezji gliwickiej (dekanat Pławniowice). 
Mieści się przy ul. Gliwickiej 46, w zachodnim skrzydle dawnego pałacu rodziny Ballestremów. 

## Historia parafii
Wieś Pławniowice od początku istnienia, aż do 1945 r. należała do parafii Rudno.
W latach 1882-1885 wzniesiono we wsi pałac, należący do rodziny Ballestremów, wraz z kaplicą pw. Niepokalanego Poczęcia Najświętszej Maryi Panny, która została konsekrowana 15 października 1885 r.
Kaplica służyła rodzinie Ballestremów oraz pracownikom pałacu, natomiast mieszkańcy Pławniowic uczęszczali na nabożeństwa do kościoła parafialnego w Rudnie. W kaplicy co jakiś czas odbywały się nabożeństwa, sprawowane przez księży z Rudna.
W 1938 r., na prośbę hrabiego Mikołaja von Ballestrema, powołano kapelana kaplicy pałacowej, którym został ks. Franciszek Pawlar.
W 1941 r. utworzono w Pławniowicach lokalię, w związku z czym kaplica została udostępniona wiernym jako kościół.
Pałac należał do rodziny Ballestremów do 1945 r., wtedy też ówczesny właściciel, hrabia Mikołaj opuścił posiadłość, którą po II wojnie światowej przekazano władzom kościelnym.
W 1945 r. została erygowana parafia w Pławniowicach, a kaplica pałacowa stała się kościołem parafialnym. Przylegające do niej zachodnie skrzydło pałacowe przeznaczono na plebanię.
W pozostałej części pałacu mieszkały siostry zakonne, a w 1978 r. diecezja opolska utworzyła tu dom rekolekcyjny (dziś Ośrodek Edukacyjno-Formacyjny Diecezji Gliwickiej).
Administratorem parafii do 1946 r. był ks. Franciszek Pawlar.
Następnie parafią zarządzali:
- Ojcowie Kapucyni – od sierpnia 1946 do maja 1949,
- Ojcowie Augustianie – od sierpnia 1975 do stycznia 1978,
- księża diecezjalni – w latach 1949-1975 oraz od 1978 do dziś[2].

Od 1 czerwca 2002 r. proboszczem parafii jest ks. dr Krystian Worbs, pełniący od 1990 r. funkcję dyrektora Ośrodka Edukacyjno-Formacyjnego Diecezji Gliwickiej.

## Duszpasterze

### Proboszczowie
1. ks. Jan Zawrzycki (1948-1974)[7][9]
2. ks. Antoni Komor[7][d]
3. ks. Bonifacy Madla[7] (1981-1991)[10]
4. ks. Jerzy Mazurkiewicz (1991–1997)[11]
5. ks. Piotr Faliński[7] (1997-2002)[12]
6. ks. dr Krystian Worbs[1][3][7] – proboszcz od 1 czerwca 2002 roku[4]

### Administratorzy
1. ks. Franciszek Pawlar: 
  - kapelan kaplicy pałacowej – od 1938 r.[6][8],
  - administrator lokalii – od 1941 r.[6],
  - administrator parafii w latach 1945 – 1946[2][6][7][c].

## Zgromadzenia zakonne
- Siostry Benedyktynki od Wieczystej Adoracji Najświętszego Sakramentu – (1945-1976)[2][6]
- Zakon Braci Mniejszych Kapucynów (Prowincja krakowska) – OFMCap. – (1946-1949)
- Zakon Świętego Augustyna – OSA – (1975-1978)[2]

## Kościoły i kaplice
- Kościół pw. Niepokalanego Poczęcia Najświętszej Maryi Panny w Pławniowicach[3] – dawna kaplica pałacowa[2][5][13].

## Msze Święte
Niedziele i Święta:
8:00, 10:00; 18:00 – od II niedzieli lipca do końca sierpnia
Dni powszednie:
7:00 lub 18:00 (19:00 – od maja do sierpnia)

## Cmentarze
- Cmentarz parafialny przy ul. Cmentarnej w Pławniowicach[1].

## Księgi metrykalne
Parafia prowadzi księgi ślubów od 1943 roku, chrztów od 1944 roku i zgonów od 1945 roku.